# Vägtornssäckmal
Vägtornssäckmal Coleophora violacea är en fjärilsart som först beskrevs av Hans Ström 1783. Enligt Catalogue of Life är det vetenskapliga namnet istället Coleophora hornigi beskriven med det namnet av Sergiusz Graf von Toll 1952.  Vägtornssäckmal ingår i släktet Coleophora, och familjen säckmalar, Coleophoridae. Arten är reproducerande i Sverige. Inga underarter finns listade i Catalogue of Life.

## Bildgalleri

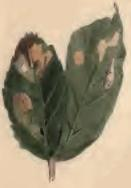
Blad från Slån, Prunus spinosa, angripna av Coleophora violacea och med rörsäck fäst vid dem.
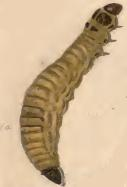
Larv av Coleophora violacea
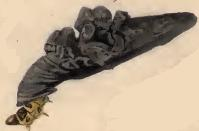
Larv av Coleophora violacea i sin rörsäck